# Diadelia albosetosa
Diadelia albosetosa là một loài bọ cánh cứng trong họ Cerambycidae.